# Skaret (bergspass i Antarktis)
Skaret är ett bergspass i Antarktis. Det ligger i Östantarktis. Norge gör anspråk på området. Skaret ligger 1 660 meter över havet.
Terrängen runt Skaret är varierad. Trakten är obefolkad. Det finns inga samhällen i närheten. 